# 山东省高级人民法院
山东省高级人民法院是中华人民共和国山东省的高级人民法院。

## 机构设置
- 审判委员会

## 历任领导
院长
副院长

## 知名案例
- 薄熙来案二审
- 齐玉苓案
- 聂树斌案再审
- 辱母杀人案二审
- 徐玉玉案二审

## 对应中级人民法院/铁路运输中级法院/海事法院
- 山东省济南市中级人民法院
- 山东省青岛市中级人民法院
- 山东省淄博市中级人民法院
- 山东省枣庄市中级人民法院
- 山东省东营市中级人民法院
- 山东省烟台市中级人民法院
- 山东省潍坊市中级人民法院
- 山东省济宁市中级人民法院
- 山东省泰安市中级人民法院
- 山东省威海市中级人民法院
- 山东省日照市中级人民法院
- 山东省滨州市中级人民法院
- 山东省德州市中级人民法院
- 山东省聊城市中级人民法院
- 山东省临沂市中级人民法院
- 山东省菏泽市中级人民法院
- 济南铁路运输中级法院
- 中华人民共和国青岛海事法院